# 沙田路 (香港)
沙田路（英語：Sha Tin Road）是香港新界東沙田的一條快速公路，屬香港1號幹線的一部分，全長3.1公里。沙田路連接獅子山隧道公路近沙田頭及大埔公路－沙田段近沙田馬場，全線為4至6線雙程分隔快速公路，當中包括長500米，跨越城門河上方的錦龍橋。沙田路的車速限制原為每小時70公里，自1999年10月1日起起獲放寬為每小時80公里。
沙田路繞過沙田新市鎮中心及跨越沙田第一城附近的城門河，連接獅子山隧道及9號幹線，中途亦有支路（沙瀝公路）接駁2號幹線的大老山公路，通往大老山隧道及馬鞍山。

## 歷史
1980年9月，港英政府落實在沙田新市鎮興建幹線公路，連接獅子山隧道公路和圓洲角，並會在稍後階段與大埔公路－沙田段連接，以提供連接新界東和九龍的主幹道。公路界乎獅子山隧道公路至圓洲角的一段先於1981年2月由建成建築負責興建；而圓洲角至大埔公路－沙田段一段則於1981年9月獲落實興建，並於1982年2月動工，由金門建築負責建築工程。當中此路跨越城門河上方的一段高架橋獲命名為「錦龍橋」，並於1984年7月12日完工；而整段公路於同年11月7日上午10時通車，共耗資2.2億港元，並獲命名為「沙田路」，同月30日獲港英政府刊憲命名。

## 規格及走綫

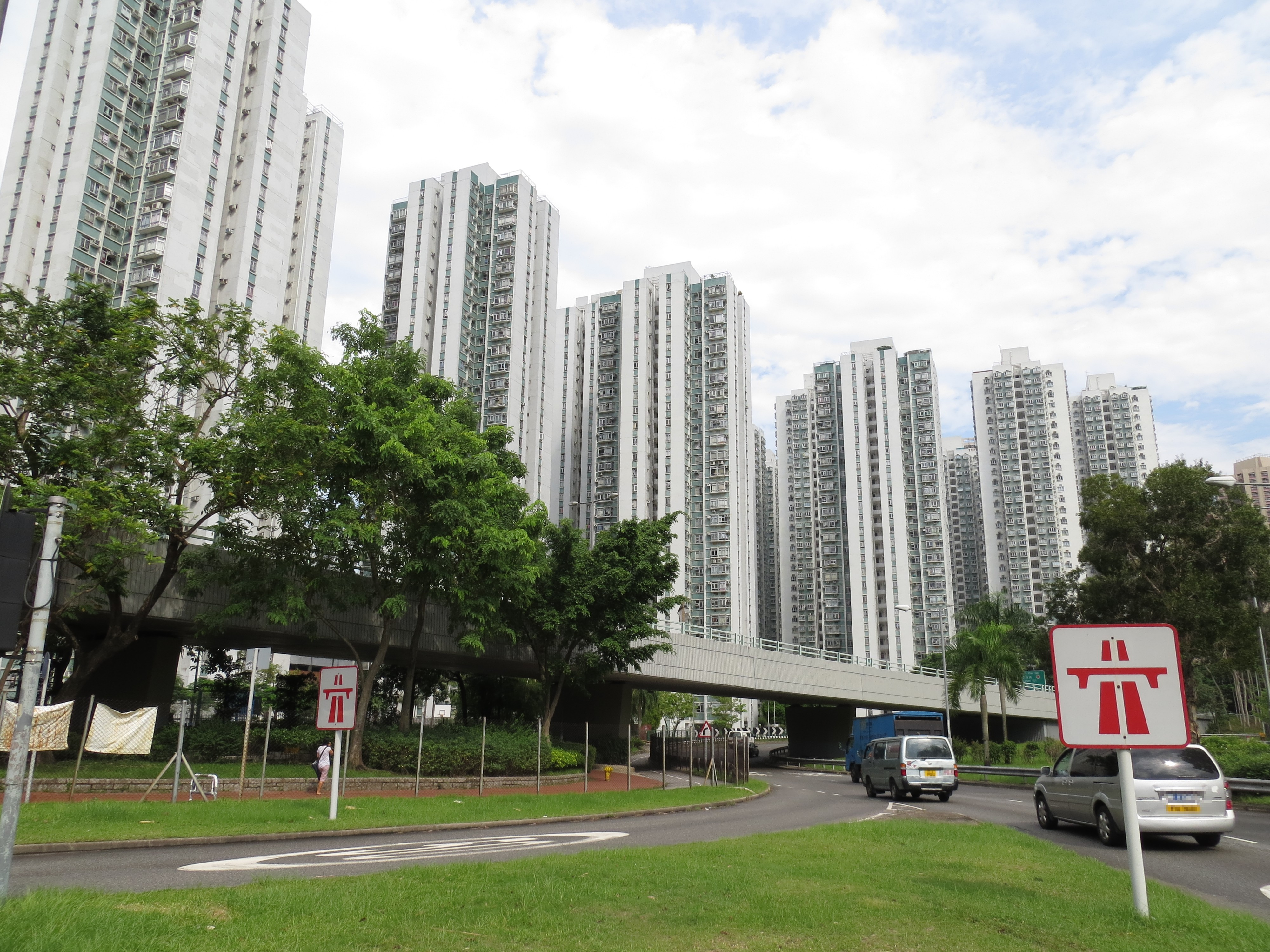
沙田路於沙田第一城西面的高架道路路段。

沙田路全長3.1公里，連接獅子山隧道公路和大埔公路－沙田段，總體走綫為東北——西南方向，全段均屬於快速公路，限速80公里每小時。沙田路大部分路段屬雙線雙程分隔道路，惟沙田圍路至大涌橋路一段屬3線雙程分隔道路。沙田路跨越城門河上方的一段命名為「錦龍橋」，長約500米，以預力混凝土建造，其白色的橋身在底部呈凹狀弧形，因該橋鄰近每年端午節舉行的沙田龍舟競渡終點而得名，有「賽龍奪錦」之意。
沙田路在南端（豐盛苑對開）自屬於1號幹線的一段獅子山隧道公路向東北方分出，接續1號幹線，其後稍微向東折，經過一段越過水泉坳街與沙田圍路的天橋。沙田路其後以地面路段並稍微向北折，穿過威爾斯親王醫院、愉田苑、沙田第一城、圓洲角公園和富豪花園的背面，再以架空路段，以西北——東南的方向越過大涌橋路、城門河和源禾路，並再轉向東北方，連接大埔公路－沙田段北行。
沙田路路面鋪上瀝青摩擦面層，其抗滑能力能提高駕駛安全，路面劃線則以光熱塑料製成；路肩亦提供緊急電話與交通控制室聯絡，發生意外事故可使救援車輛盡快到達意外位置。

### 出口
| 沙田路                              | 沙田路               | 沙田路                      |
| 北行                                | 出口編號             | 南行                        |
| 連接大埔公路－沙田段                | 連接大埔公路－沙田段 | 連接大埔公路－沙田段        |
| ----------------------------------- | -------------------- | --------------------------- |
| 沙田路終點                          |                      | 沙田路起點                  |
| 不適用                              | 12B                  | 沙田市中心 源禾路           |
| 錦龍橋                              |                      |                             |
| 火炭 大涌橋路、火炭路（翠榕橋）     | 12A                  | 不適用                      |
| 圓洲角 沙田圍路                     | 12                   | 圓洲角、九龍（東） 沙田圍路 |
| 小瀝源、九龍（東）、馬鞍山 沙瀝公路 | 11B                  | 不適用                      |
| 沙田路起點                          |                      | 沙田路終點                  |
| 連接獅子山隧道公路                  |                      |                             |

## 現況
在沙田路全綫通車後，由獅子山隧道前往大埔及粉嶺的車輛可經沙田路至大埔公路－沙田段，而無需經過沙田市中心，同時為沙田第一城和威爾斯親王醫院等地提供對外道路。沙田路自建成以來已經是香港主幹道系統的組成部分，無論在第一和第二代幹線編號系統中，還是現時的第三代幹線編號系統中，都屬於1號幹線的一部分。根據香港法例第374E章《道路交通（車輛登記及領牌）規例》，沙田圍路以北的一段沙田路容許新界的士行駛。此外，由於沙田新市鎮內的大部份道路（不包括大圍村一帶）禁止紅色小巴行駛，因此即使沙田路屬快速公路，有關當局仍准許紅色小巴行駛沙田路。

### 年平均每日交通流量
以下為2023年沙田路各段的年平均每日交通流量數據，全段沙田路被香港運輸署界定為「快速公路」（Expressway, EX）。
| 路段                     | （車輛架次） | 估計數據 |
| ------------------------ | ------------ | -------- |
| 獅子山隧道公路至沙田圍路 | 76,000       | 否       |
| 沙田圍路至大涌橋路       | 52,600       | 是       |
| 大涌橋路至源禾路         | 38,030       |          |
| 源禾路至大埔公路－沙田段 | 51,390       |          |

### 已擱置的加建隔音屏障工程
沙田路走線穿過沙田第一城和富豪花園附近，相關民居合共約1200個住宅持續受到來自此路超過70分貝的交通噪音影響，因此環境保護署和路政署於2006年7月建議在沙田路近沙田第一城加建長約230米的隔音罩和長約500米的隔音屏障，沙田區議會衞生及環境委員會於2007年3月表示支持加建隔音屏障工程後，政府於是在2008年10月17日就隔音屏障工程刊憲。
不過在隔音屏障工程刊憲後，政府共收到37份反對意見書，認為工程會對周圍樹木、景觀、空氣及自然生態造成影響，因此政府於2009年決定就工程進行公眾參與活動，尋求普遍接受的紓減噪音方案。路政署與香港理工大學公共政策研究所在2012年起分階段進行公眾參與討論，以收集居民對隔音屏障工程的意見，並於2013年4月完成整個公眾參與活動的報告書。報告指出，反對隔音屏障工程的居民人數非常多且意見非常強烈，而支持與反對工程的居民亦不時產生激烈的爭論及對峙的局面，並預期如果工程再刊憲，任何方案都會受到強烈反對。
2014年4月，路政署及環境保護署向沙田區議會透露會就隔音屏障工程的公眾參與活動所收集到的意見作出分析及考慮，評估是否有足夠的支持推行相關工程。同年10月，政府指出部份主要受益的持份者仍強烈反對隔音屏障工程，居民之間對相關工程無法達成共識，決定擱置在沙田路近沙田第一城和富豪花園一段加建隔音屏障，沙田區議會對此表示沒有異議。